# Илеуш
Илеуш — аул в Москаленском районе Омской области. В составе Алексеевского сельского поселения.

## История
Основан в 1846 г. В 1928 г. состоял из 34 хозяйств, основное население — казахи. В составе аульного сельсовета № 1 Москаленского района Омского округа Сибирского края.

## Население
| 2010 |
| ---- |
| 128  |